# Florence Owens Thompson
Florence Leona Owens Thompson, född Christie 1 september 1903 i Cherokee Nations del av Indianterritoriet (nuvarande Oklahoma) i USA, död 14 september 1983 i Scotts Valley i Kalifornien, var en amerikansk kvinna, känd som den som avbildats på Dorothea Langes fotografi Migrant Mother 1936. Detta kom att bli en symbolisk bild i USA som illustration av fattigdomen på landsbygden under Den stora depressionen.
Florence Owens Thompsons föräldrar, Jackson Christie och Mary Jane Cobb, var cherokeser. Modern skötte ensam hemmet tills hon 1905 gifte sig med Charles Akman, som var choctaw. Familjen bodde på en liten bondgård utanför staden Tahlequah.
Hon gifte sig 1921 vid 17 års ålder med den 23-årige bondsonen Cleo Leroy Owens från Stone County, Missouri. De fick snart tre barn och migrerade tillsammans med släktingar västerut till Oroville i Kalifornien, där de arbetade på sågverk och bondgårdar i Sacramento Valley. Mannen dog i tbc 1931, när Florence Owens var gravid med ytterligare ett barn.  Hon arbetade därefter på fälten och i restaurang. År 1933 födde hon sitt sjunde barn och återvände för en period till sin mor och styvfar i Oklahoma, innan hon tillsammans med dem flyttade till Shafter, Kalifornien, norr om Bakersfield. Där mötte hon Jim Hill, med vilken hon fick ytterligare tre barn. Under 1930-talet arbetade föräldrarna som migrerande jordbruksarbetare, som flyttade med skördar av olika grödor i Kalifornien och ibland också in i Arizona.

## FototMigrant Mother
Senvintern 1936 färdades familjen Hill, efter att ha plockat rotfrukter i Imperial Valley i Kalifornien, i sin Hudson på U.S. Route 101 mot Watsonville i syfte att finna tillfällighetsarbete på fälten med salladsodling i Pajaro Valley. Under färden gick bilen sönder, vilket gjorde att de tvingades göra en anhalt vid ett läger för ärtskördare utanför Nipomo. Där hade uppemot 2 500 människor slagit läger. Skördefolk hade lockats dit genom annonser i tidningarna, men skörden hade förstörts av senvinterregn, vilken berövat dem levebröd. 
Medan Jim Hill och två av familjens söner reste in till staden för att ordna med fordonsreparationen, var Florence Owens kvar i ett provisoriskt tältskydd vid ärtskördarlägret. Medan hon väntade på mannen, kom Dorothea Lange farande mot lägret och såg henne och barnen. Lange hade varit ute på ett månadslångt fotouppdrag för Roy Strykers fotodokumentärprojekt för Resettlement Administration och hade bråttom hem. Hon tog några bilder medan hon närmade sig Florence och barnen. Sammanlagt tog hon sju fotografier under tio minuters tid, varav det sista en närbild, som blev den som spreds.
Dorothea Langes anteckningar från det aktuella fotograferingsuppdraget är fåtaliga. Således står det endast på Library of Congress-etiketten: "Utfattiga ärtskördare i Kalifornien. Mor till sju barn. Ålder trettiotvå. Nipomo, Kalifornien." Dorothea Lange har långt senare berättat att hon inte frågade Florens Owens Thompson vad hon hette eller varifrån hon kom, men att hon berättat att hon var 32 år gammal och att de lagat mat på de frusna grönsakerna på fälten och fåglar som barnen fångat samt att de just sålt bildäcken för att köpa mat. Det sista har sonen Troy Thompson senare förnekat som orimligt, eftersom bilen inte hade reservdäck och att den senare körts från platsen.
Dorothea Lange skickade fotona också direkt till San Francisco News, som skrev en artikel om att 2 500–3 000 skördearbetare svalt i ett läger utanför Nipomo. Inom några få dagar anlände tio ton livsmedel dit från den federala administrationen. Familjen Hill hade då redan lämnat platsen för att arbeta i närheten av Watsonville.
Först 1978 blev det känt att fotot föreställde Florence Owens Thompson. Tidningen Modesto Bee letade då upp henne i hennes hem i husvagnslägret Modesto Mobile Village.

## Senare levnad
År 1945 slog sig familjen ned i Modesto i Kalifornien. Florence Owens träffade där sjukhusförvaltaren George Thompson, som hon gifte sig med.
På 1970-talet köpte Florence Owens Thompsons tio barn ett hus till henne i Modesto, men hon föredrog så småningom att flytta tillbaka till en husvagnsbostad. När hon i augusti 1983 hamnade på sjukhus, vädjade familjen om finansiell hjälp. Pengar samlades också in för sjukhusräkningarna, men hon dog strax efteråt av flera åkommor i september.

## Bildgalleri
Dorothea Lange tog en svit sju bilder med en Graflex-kamera av Florence Thompson 1936, varav det kända Migrant Mother var det sista.

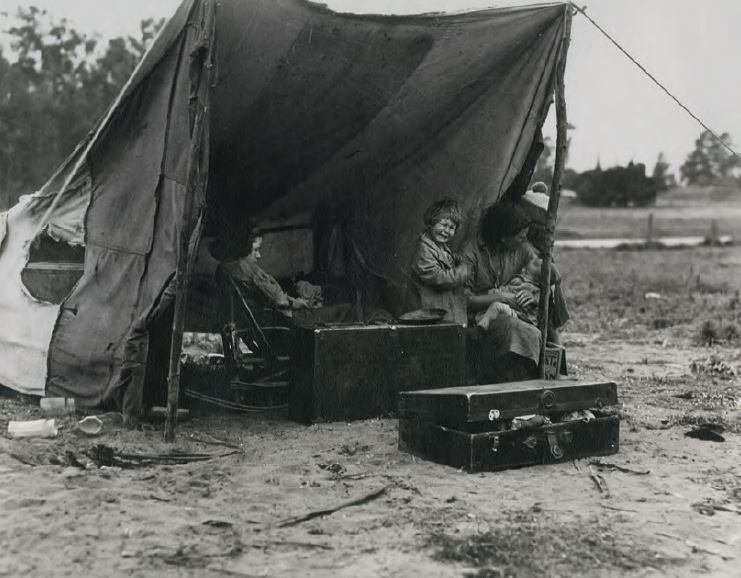
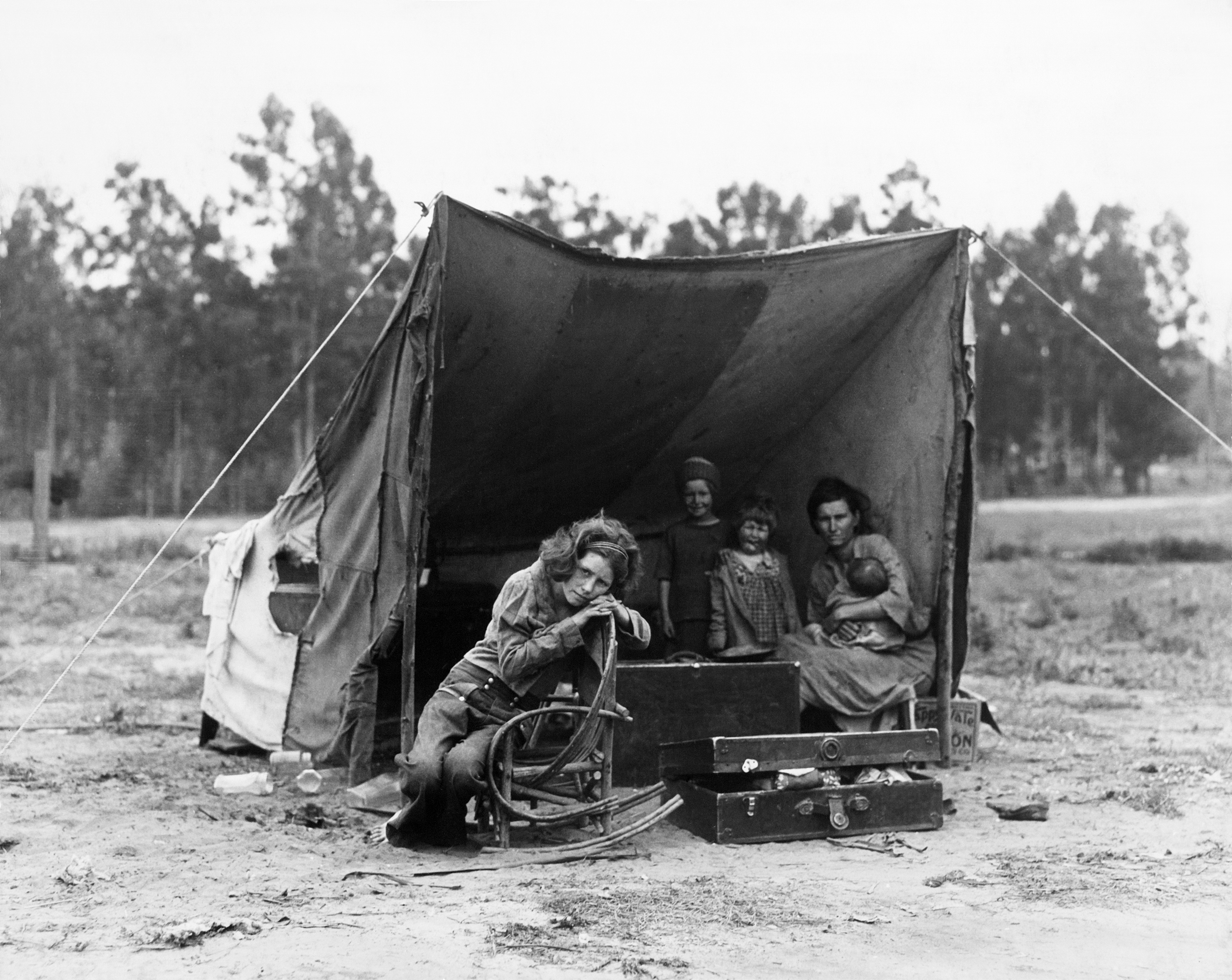
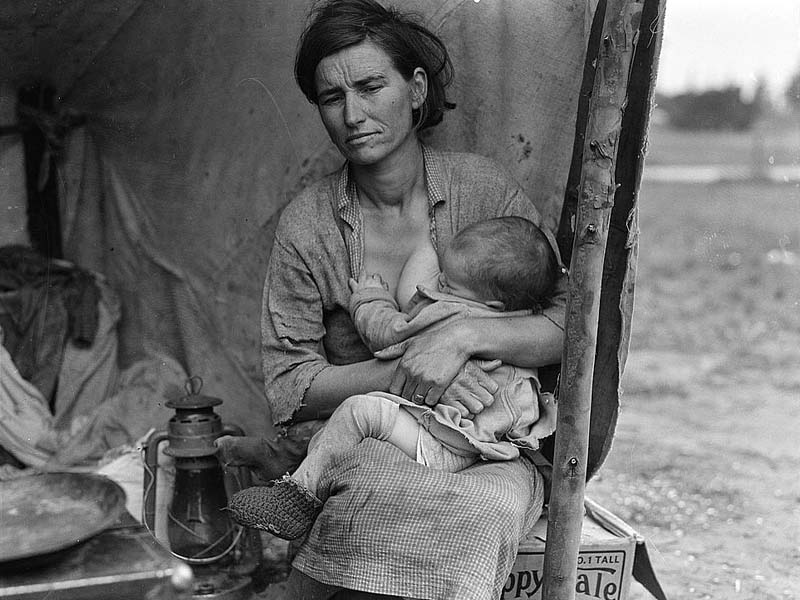
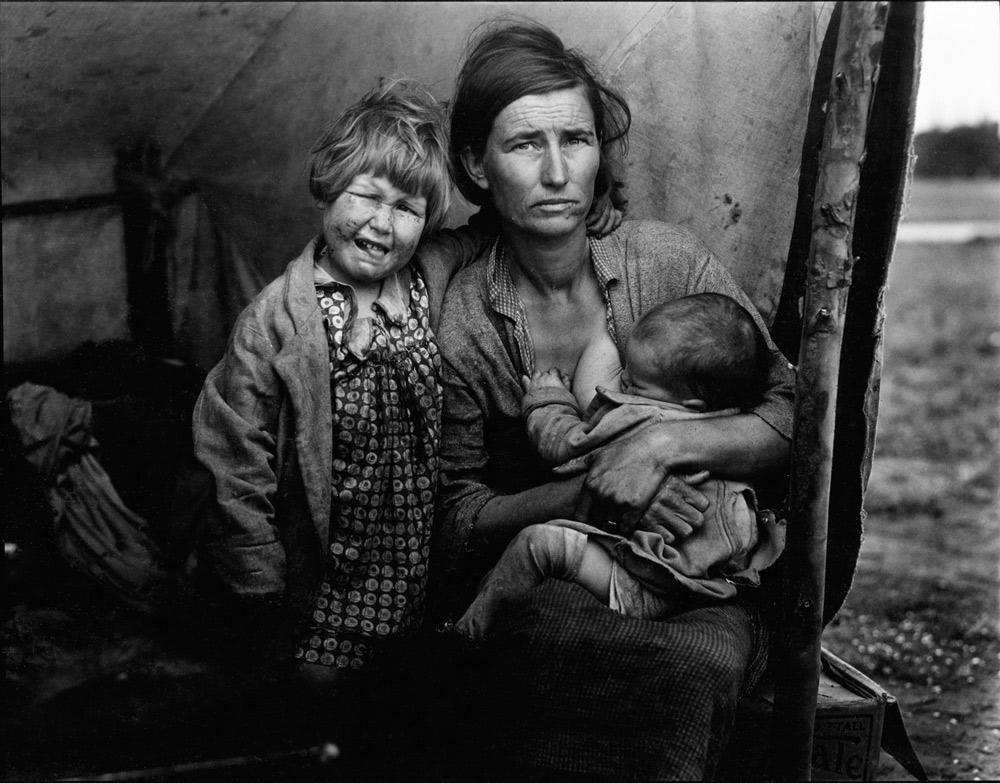
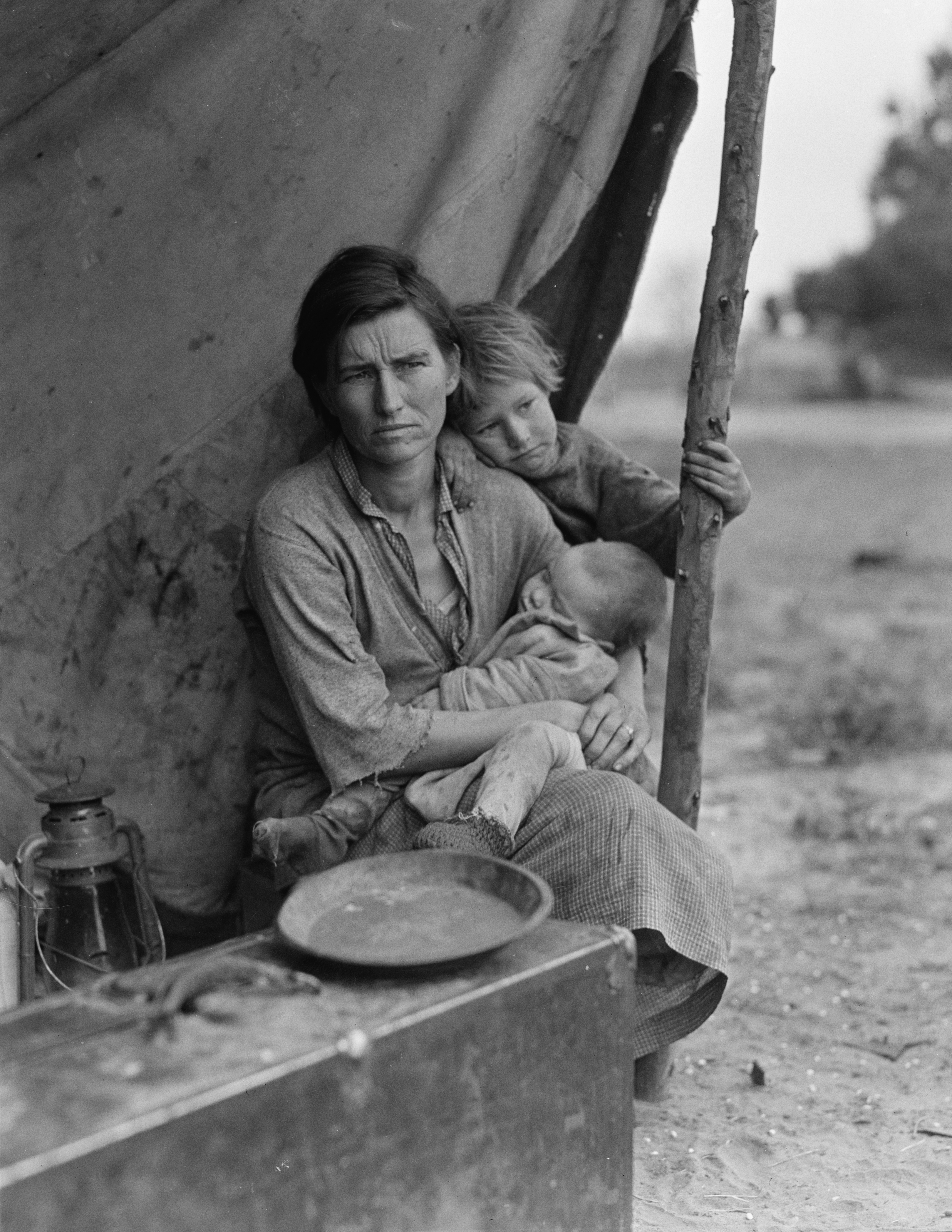
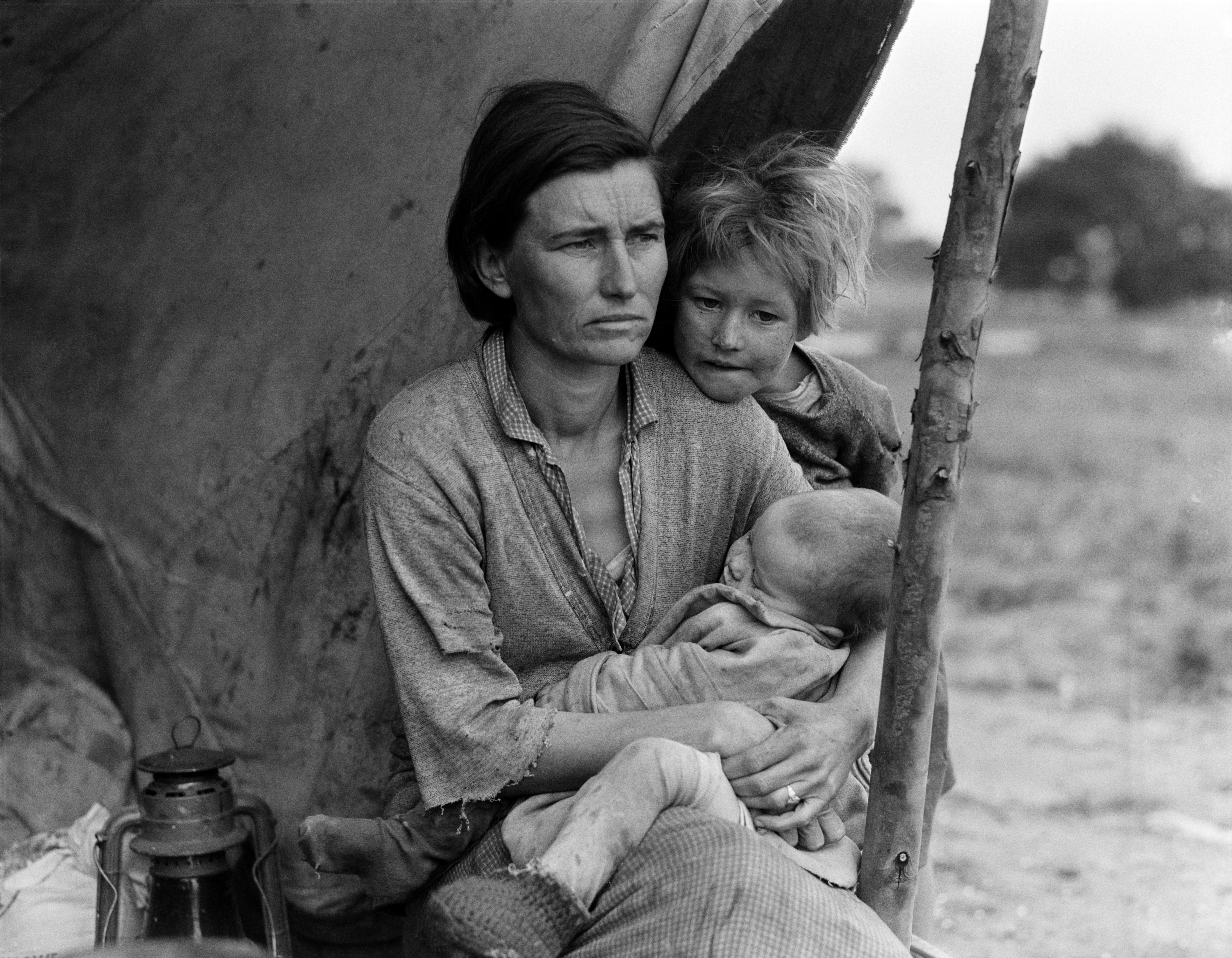